# Prix Caméléon
Le Prix Caméléon ou prix étudiant du roman étranger traduit en français est le prix littéraire de l’université Jean-Moulin-Lyon-III. Il récompense l'auteur et le traducteur d’un roman étranger contemporain. Chaque année, un nouveau pays est mis à l’honneur.

## Historique
Le prix Caméléon a été créé en 2014, sous l’impulsion de Florence Godeau (d), professeure des universités en littératures comparées de la faculté des langues de l'université Jean-Moulin Lyon III, et des bibliothèques universitaires Lyon III. Il s'inscrit dans le cadre de l'année du ... organisée par la faculté des langues de l'université Jean-Moulin Lyon III.
Il a pour objectif d'ouvrir les étudiants à la culture littéraire contemporaine étrangère et à la problématique de la traduction. L'université Jean-Moulin leur propose de devenir l'un des 100 jurés étudiants qui voteront pour leur roman préféré et éliront ainsi les lauréats.
Le lancement du prix a lieu fin septembre, pour une remise du prix en mars en présence de l'auteur ou autrice ainsi que du traducteur ou de la traductrice. L'année est ponctuée d’événements culturels organisés par la faculté des langues de l’université et les bibliothèques universitaires.

## Liste des lauréats des prix
- 2015  Brésil : Belem de Edyr Augusto, traduit par Diniz Galhos, Éditions Asphalte[7],[8].
- 2016  Japon : Dans la barque de Dieu de Kaori Ekuni, traduit par Patrick Honnoré, Éditions Philippe Picquier.
- 2017  Espagne : La Tristesse du Samouraï de Víctor del Árbol, traduit par Claude Bleton, Actes Sud[9].
- 2018  Corée du Sud : Les Romans meurtriers de Kim Tak-hwan, traduit du coréen par Yeong-hee Lim et Françoise Nagel, Éditions Philippe Picquier.
- 2019  Pologne : La Rage de Zygmunt Miloszewski, traduit du polonais par Kamil Barbarski, Fleuve Éditions[10].
- 2020  Irlande :Dans la baie fauve de Sara Baume, traduit de l'anglais (Irlande) par France Camus-Pichon, Éditions Noir sur Blanc
- 2022  Maroc : N'appelle pas, il n'y a personne de Youssef Fadel, traduit de l'arabe (Maroc) par Philippe Vigreux, Actes Sud[11].
- 2023  Japon : Les Délices de Tokyo de Durian Sukegawa, traduit du japonais par Myriam Dartois-Ako, Éditions Albin Michel[12].
- 2024  Allemagne : Les Dents de lait de Helene Bukowski, traduit de l‘allemand par Sarah Raquillet et Elisa Crabeil, Éditions Gallmeister[13],[12].
- 2025  Brésil : Terre noire de Rita Carelli, traduit du brésilien par Marine Duval, Editions Métailié[14],[15].